# Liparetrus vestjensi
Liparetrus vestjensi är en skalbaggsart som beskrevs av Britton 1980. Liparetrus vestjensi ingår i släktet Liparetrus och familjen Melolonthidae. Inga underarter finns listade i Catalogue of Life.